# Afraid of Sunlight
Afraid of Sunlight — восьмой студийный альбом британской рок-группы Marillion из Эйлсбери (графство Бакингемшир). Он был выпущен 26 июня 1995 года на лейбле EMI Records. Это был их последний альбом для EMI (которые, однако, продолжали выпускать материал из бэк-каталога на компиляциях и переизданиях, а также распространяли некоторые более поздние записи).
Afraid of Sunlight стал первым студийным альбомом Marillion, не попавшим в Топ-10 британского чарта альбомов, заняв 16-е место и выбыв из Топ-75 через две недели. Несмотря на это, Afraid of Sunlight стал одним из самых признанных критиками альбомов группы и был включён в список «Записей года» журнала Q за 1995 год. В ретроспективе Джери Монтесано из Allmusic назвал его «пиком растущего и впечатляющего творчества Marillion», а коллега Джейсон Анкени — «самым последовательным релизом Marillion на сегодняшний день».

## Отзывы
| Оценки критиков | Оценки критиков |
| Источник        | Оценка          |
| --------------- | --------------- |
| AllMusic        | [ 5 ]           |
| Q               | [ 6 ]           |

Afraid of Sunlight получил положительные отзывы критиков.
Алекс С. Гарсия из AllMusic задним числом поставил Afraid of Sunlight оценку четыре из пяти звёзд. Он отметил, что на альбоме есть «несколько очень красивых мелодичных моментов и, возможно, лучшее сочетание спокойных и агрессивных [sic] мелодий, чем на предыдущих альбомах, сделанных со Стивом Хогартом». Джери Монтесано назвал его «пиком растущего, впечатляющего творчества Marillion» в рецензии на Seasons End (1989). Его коллега Дейл Дженсен назвал альбом «самым последовательным релизом Marillion на сегодняшний день». В рецензии журнала Q Afraid of Sunlight был описан как «40-минутное путешествие, затрагивающее наследие Брайана Уилсона, Тодда Рундгрена и The Beatles, но при этом намекающее на экспериментальные тривиальности Jellyfish или Split Enz».

## Список композиций
Слова и музыка всех песен — Стив Хогарт, Steve Rothery, Mark Kelly, Pete Trewavas, Ian Mosley и John Helmer, кроме указанных треков..
| №                   | Название             | Автор(ы)                                  | Длительность |
| ------------------- | -------------------- | ----------------------------------------- | ------------ |
| 1.                  | «Gazpacho»           |                                           | 7:28         |
| 2.                  | «Cannibal Surf Babe» |                                           | 5:45         |
| 3.                  | «Beautiful»          | Hogarth, Rothery, Kelly, Trewavas, Mosley | 5:12         |
| 4.                  | «Afraid of Sunrise»  |                                           | 5:02         |
| 5.                  | «Out of This World»  |                                           | 7:54         |
| 6.                  | «Afraid of Sunlight» |                                           | 6:50         |
| 7.                  | «Beyond You»         | Hogarth, Rothery, Kelly, Trewavas, Mosley | 6:11         |
| 8.                  | «King»               |                                           | 7:03         |
| Общая длительность: | Общая длительность:  | Общая длительность:                       | 51:25        |

| №                   | Название                                                                                   | Автор(ы)                                  | Длительность |
| ------------------- | ------------------------------------------------------------------------------------------ | ----------------------------------------- | ------------ |
| 1.                  | «Icon»                                                                                     | Hogarth, Rothery, Kelly, Trewavas, Mosley | 6:05         |
| 2.                  | «Live Forever»                                                                             |                                           | 4:34         |
| 3.                  | «Second Chance» (aka "Beautiful", mixed by Dave Meegan)                                    |                                           | 5:14         |
| 4.                  | «Beyond You» (demo)                                                                        |                                           | 5:18         |
| 5.                  | «Cannibal Surf Babe» (studio outtake)                                                      |                                           | 6:00         |
| 6.                  | «Out of This World» (studio outtake)                                                       |                                           | 7:28         |
| 7.                  | «Bass Frenzy»                                                                              | Hogarth, Rothery, Kelly, Trewavas, Mosley | 1:17         |
| 8.                  | «Mirages» (demo)                                                                           | Hogarth, Rothery, Kelly, Trewavas, Mosley | 6:02         |
| 9.                  | «Afraid of Sunlight» (акустическое демо, редактированное Lucy Jordache вместе с Peter Mew) |                                           | 6:50         |
| Общая длительность: | Общая длительность:                                                                        | Общая длительность:                       | 48:48        |

## Чарты
| Чарт (1995)                            | Высшая позиция |
| -------------------------------------- | -------------- |
| Нидерланды (Album Top 100)             | 8              |
| Финляндия(The Official Finnish Charts) | 33             |
| Германия (Offizielle Top 100)          | 52             |
| Швеция (Sverigetopplistan)             | 34             |
| Великобритания (UK Albums Chart)       | 16             |

| Чарт (1995)                       | Позиция |
| --------------------------------- | ------- |
| Нидерланды (Single Top 100)       | 46      |
| Великобритания (UK Singles Chart) | 29      |